# Hyphoderma assimile
Hyphoderma assimile är en svampart som först beskrevs av H.S. Jacks. & Dearden, och fick sitt nu gällande namn av Donk 1957. Hyphoderma assimile ingår i släktet Hyphoderma och familjen Meruliaceae.   Inga underarter finns listade i Catalogue of Life.